# Kim Jong-shin
Kim Jong-shin (in hangŭl: 김종신; 17 maggio 1970) è un ex lottatore sudcoreano, specializzato nella lotta libera.

## Palmarès

### Olimpiadi
- 1 medaglia:
  - 1 argento (Barcellona 1992 nei pesi mosca-leggeri)

### Mondiali
- 2 medaglie:
  - 1 oro (Martigny 1989 nei 48 kg)
  - 1 bronzo (Varna 1991 nei 48 kg)

### Giochi asiatici
- 1 medaglia:
  - 1 oro (Pechino 1990 nei 48 kg)